# Japón en los Juegos Olímpicos de Atenas 2004
Japón estuvo representado en los Juegos Olímpicos de Atenas 2004 por un total de 306 deportistas que compitieron en 31 deportes.  
La portadora de la bandera en la ceremonia de apertura fue la luchadora Kyoko Hamaguchi.

## Medallistas
El equipo olímpico japonés obtuvo las siguientes medallas:
| Nombre | Deporte               | Competición                  |
| --- | --------------------- | ---------------------------- |
| Oro |                       |                              |
| Koji Murofushi | Atletismo             | Martillo M                   |
| Mizuki Noguchi | Atletismo             | Maratón F                    |
| Takehiro Kashima Hisashi Mizutori Daisuke Nakano Hiroyuki Tomita Naoya Tsukahara Isao Yoneda                               | Gimnasia artística    | Concurso completo por eqs. M |
| Tadahiro Nomura | Judo                  | –60 kg M                     |
| Masato Uchishiba | Judo                  | –66 kg M                     |
| Keiji Suzuki | Judo                  | +100 kg M                    |
| Ryoko Tamura | Judo                  | –48 kg F                     |
| Ayumi Tanimoto | Judo                  | –63 kg F                     |
| Masae Ueno | Judo                  | –70 kg F                     |
| Noriko Anno | Judo                  | –78 kg F                     |
| Maki Tsukada | Judo                  | +78 kg F                     |
| Saori Yoshida | Lucha libre           | 55 kg F                      |
| Kaori Icho | Lucha libre           | 63 kg F                      |
| Kosuke Kitajima | Natación              | 100 m braza M                |
| Kosuke Kitajima | Natación              | 200 m braza M                |
| Ai Shibata | Natación              | 800 m libre F                |
| Plata |                       |                              |
| Toshiaki Fushimi Masaki Inoue Tomohiro Nagatsuka                                                                           | Ciclismo en pista     | Velocidad por eqs. M         |
| Hiroyuki Tomita | Gimnasia artística    | Paralelas M                  |
| Yuki Yokosawa | Judo                  | –52 kg F                     |
| Hiroshi Izumi | Judo                  | –90 kg M                     |
| Chiharu Icho | Lucha libre           | 48 kg F                      |
| Takashi Yamamoto | Natación              | 200 m mariposa M             |
| Miya Tachibana Miho Takeda                                                                                                 | Natación sincronizada | Dúo F                        |
| Michiyo Fujimaru Saho Harada Kanako Kitao Emiko Suzuki Miya Tachibana Miho Takeda Juri Tatsumi Yoko Yoneda Naoko Kawashima | Natación sincronizada | Equipo F                     |
| Hiroshi Yamamoto | Tiro con arco         | Individual M                 |
| Bronce |                       |                              |
| Equipo | Béisbol               | Torneo M                     |
| Takehiro Kashima | Gimnasia artística    | Caballo con arcos M          |
| Isao Yoneda | Gimnasia artística    | Barra fija M                 |
| Chikara Tanabe | Lucha libre           | 55 kg M                      |
| Kenji Inoue | Lucha libre           | 60 kg M                      |
| Kyoko Hamaguchi | Lucha libre           | 72 kg F                      |
| Tomomi Morita | Natación              | 100 m espalda M              |
| Tomomi Morita Kosuke Kitajima Takashi Yamamoto Yoshihiro Okumura                                                           | Natación              | 4 × 100 m estilos M          |
| Reiko Nakamura | Natación              | 200 m espalda F              |
| Yuko Nakanishi | Natación              | 200 m mariposa F             |
| Equipo | Sóftbol               | Torneo F                     |
| Kazuto Seki Kenjiro Todoroki                                                                                               | Vela                  | 470 M                        |